# Монти (Терраш-ди-Бору)
Мо́нти (порт. Monte) — район (фрегезия) в Португалии, входит в округ Брага. Является составной частью муниципалитета Терраш-ди-Бору. Находится в составе крупной городской агломерации Большое Минью. По старому административному делению входил в провинцию Минью. Входит в экономико-статистический субрегион Каваду, который входит в Северный регион. Население составляет 147 человек на 2001 год. Занимает площадь 14,26 км².